# 新・演歌名曲コレクション7 -勝負の花道-
『新・演歌名曲コレクション7 -勝負の花道-』は、氷川きよしのアルバム。日本コロムビアから2018年5月29日に発売された。

## 概要
Aタイプ・初回完全限定スペシャル盤とBタイプ・通常盤の二種リリース。Aタイプには「のんき節」「咲いてロマンティカ」MVが収録されたDVD付。Aタイプ・Bタイプそれぞれ絵柄別のスペシャルステッカーを封入。ジャケット写真及び歌詞ブックレットの写真内容が異なる。

## 収録曲
1. きよしの人生太鼓　[5:15]
  - 作詩:原文彦
  - 作曲:宮下健治
  - 編曲:前田俊明
2. 郷愁月夜　[4:10]
  - 作詩:かず翼
  - 作曲:四方章人
  - 編曲:南郷達也
3. 君に逢いたい　[4:05]
  - 作詩:保岡直樹
  - 作曲:桧原さとし
  - 編曲:伊戸のりお
4. のんき節　[3:57]
  - 作詩:原文彦
  - 作曲:岡千秋
  - 編曲:前田俊明
5. 咲いてロマンティカ　 [4:51]
  - 作詩:仲智唯
  - 作曲・編曲:野中“まさ”雄一
6. 勝負の花道　[3:59]
  - 作詩:朝倉翔
  - 作曲:四方章人
  - 編曲:石倉重信
7. みちづれ　[3:58]
  - 作詩:水木かおる
  - 作曲:遠藤実
  - 編曲:石倉重信
  - オリジナル歌唱:渡哲也
8. 酒よ　[4:11]
  - 作詩・作曲:吉幾三
  - 編曲:石倉重信
  - オリジナル歌唱:吉幾三
9. なみだの操　[3:46]
  - 作詩:千家和也
  - 作曲:彩木雅夫
  - 編曲:石倉重信
  - オリジナル歌唱：殿さまキングス
10. 歩　[4:01]
  - 作詩:関沢新一
  - 作曲:安藤実親
  - 編曲:石倉重信
  - オリジナル歌唱：北島三郎
11. 霧の摩周湖　 [3:06]
  - 作詩:水島哲
  - 作曲:平尾昌晃
  - 編曲:石倉重信
  - オリジナル歌唱:布施明
12. 真赤な太陽　[2:44]
  - 作詩:吉岡治
  - 作曲:原信夫
  - 編曲:石倉重信
  - オリジナル歌唱:美空ひばり
13. 勝負の花道〜音頭 (ボーナス・トラック)　[5:11]
  - 作詩:朝倉翔
  - 作曲:四方章人
  - 編曲:伊戸のりお